# Arrol Gantry
Arrol Gantry je bila velika jeklena konstrukcija, ki jo je zgradilo podjetje Sir William Arrol & Co. v ladjedelnici Harland and Wolff v Belfastu na Severnem Irskem. Zgrajena je bila kot nadzemni žerjav za gradnjo treh ladij razreda Olympic. 